# St. Martin (Wetzhausen)

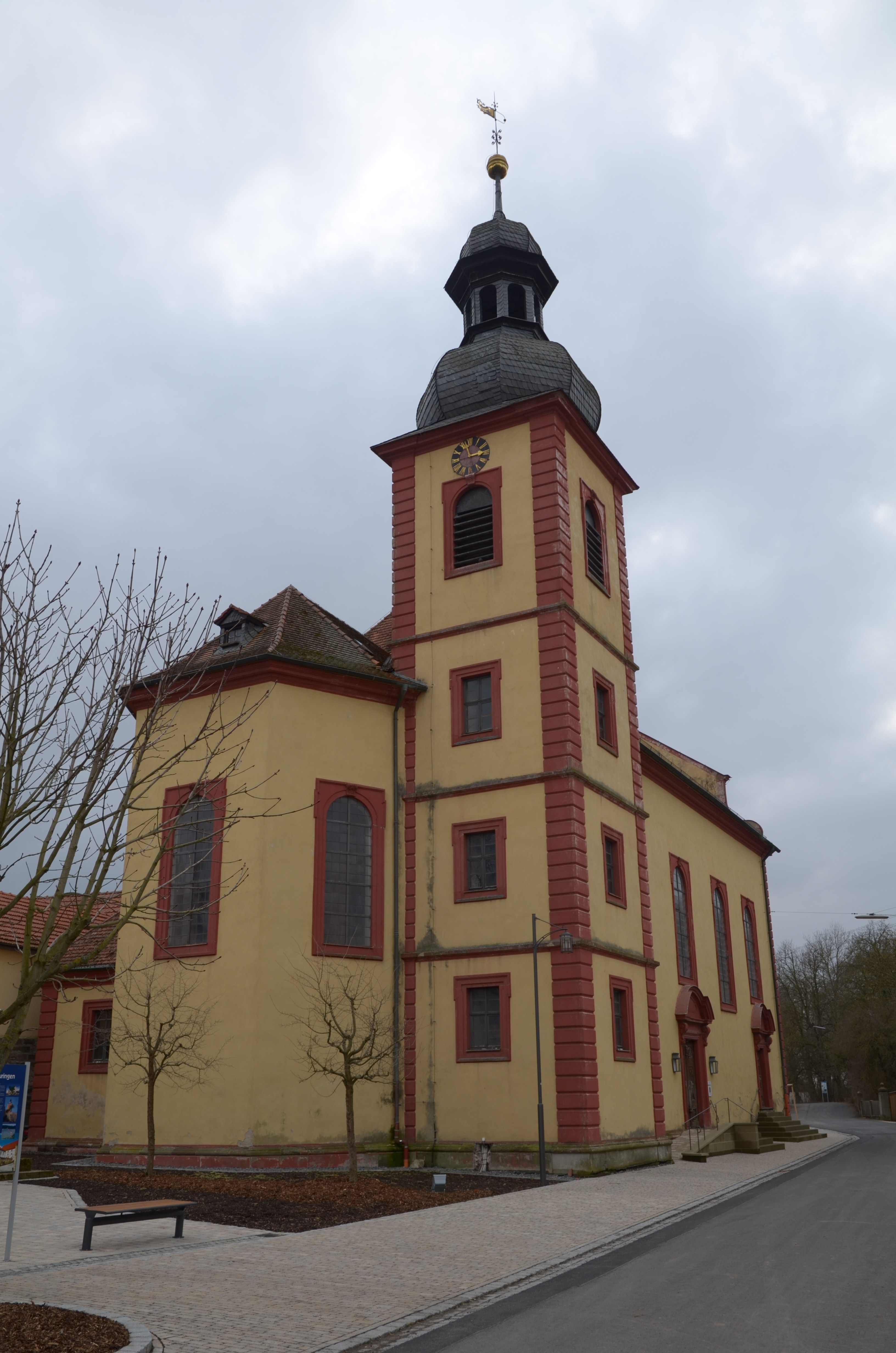
St. Martin (Wetzhausen)

St. Martin ist die evangelisch-lutherische Pfarrkirche von Wetzhausen, einem Gemeindeteil des Marktes Stadtlauringen im unterfränkischen Landkreis Schweinfurt in Bayern. Das denkmalgeschützte Bauwerk stammt aus dem Anfang des 18. Jahrhunderts. Die Kirchengemeinde gehört zum Dekanat Rügheim im Kirchenkreis Bayreuth der Evangelisch-Lutherischen Kirche in Bayern.

## Beschreibung
Die Saalkirche wurde 1707/08 erbaut. Sie besteht aus einem Langhaus, das mit einem Satteldach bedeckt ist, einem eingezogenen Chor mit Fünfachtelschluss im Osten und einem viergeschossigen, mit einer Welschen Haube bedeckten Chorflankenturm an dessen Nordwand. Das oberste Geschoss des Chorflankenturms beherbergt die Turmuhr und den Glockenstuhl. Dem Langhaus ist im Westen ein Risalit als Fassade vorgesetzt, in dem sich das Portal befindet. Zur Kirchenausstattung gehört ein um 1730 gebauter Altar, der 1978 von der Karmeliterkirche in Weißenburg in Bayern erworben wurde. Die Orgel mit 14 Registern, auf einem Manual und Pedal wurde 1791 von Johann Michael Voit gebaut.